# Жудит Годреш
Жудѝт Годрѐш (на френски: Judith Godrèche) е френска актриса, сценаристка и режисьорка, родена на 23 март 1972 г. в Париж.  Три пъти е номинирана за наградата „Сезар“.

## Избрана филмография
| година | филм               | оригинално заглавие      | роля               | режисьор        |
| ------ | ------------------ | ------------------------ | ------------------ | --------------- |
| 1985   | Следващото лято    | L'été prochain           | Ники               | Надин Трентинян |
| 1996   | Смешно             | Ridicule                 | Матилда де Белгард | Патрис Леконт   |
| 1998   | Желязната маска    | The Man in the Iron Mask | Кристин            | Рандал Уолъс    |
| 2013   | Изгубена невинност | Stoker                   | доктор Жакин       | Пак Чан Ук      |